# Gustav Natorp

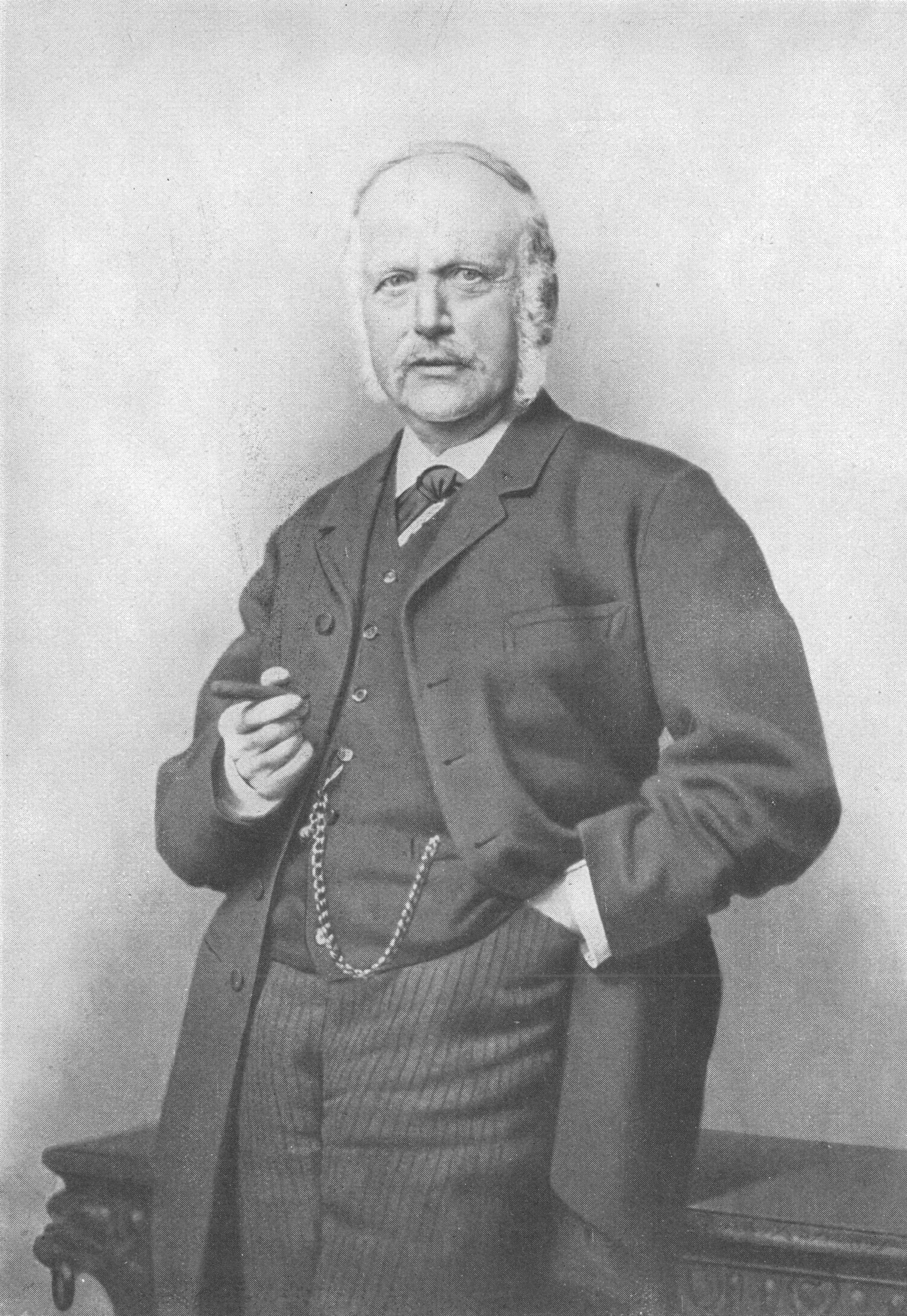
Gustav Natorp

Gustav Natorp (* 22. April 1824 in Wengern; † 13. Januar 1891 in Essen) war ein Funktionär im Ruhrbergbau. 

## Leben und Wirken
Gustav Natorp war der älteste Sohn des Pfarrers, Superintendenten und Kreisschulinspektors Gustav Ludwig Natorp zu Wengern an der Ruhr. Seine Mutter Maria war die Tochter von Friedrich Adolf Krummacher. Sein Großvater war der Kirchen- und Schulmann Bernhard Christoph Ludwig Natorp zu Münster.
Sein Abitur legte er 1843 am Gymnasium Hammonense in Hamm ab, wo sein Onkel Wilhelm Johann Heinrich Lent (1798–1868) Präsident des Oberlandesgerichts Hamm war. Von 1843 bis 1846 studierte er Sprachwissenschaften und Geschichte in Halle, Berlin und Münster. Danach arbeitete er als Gymnasiallehrer in Essen und Dortmund. Er war von 1864 bis 1891 Geschäftsführer des Vereins für die bergbaulichen Interessen im Oberbergamtsbezirk Dortmund in Essen. Von 1882 bis 1888 war er Abgeordneter des Kreises Altena-Iserlohn im Preußischen Landtag. 
Von Natorp sind politische Essays und Abhandlungen zur westfälischen Heimatgeschichte erhalten.
Gustav Natorp litt schließlich an Gicht. Typhus und eine Lungenentzündung führten zu seinem Tode.

## Schriften
- Die Grafschaft Mark. Denkschrift zur Feier des zweihundertundfünfzigsten Jahrestages ihrer Vereinigung mit der Brandenburgisch-Preussischen Monarchie. Iserlohn: Bädeker, 1859
- Ruhr und Lenne. Führer durch das südliche Westfalen; nebst der Ansichten von Schloß Altena und der Grürmanns-Höhle, sowie 1 Specialkatalog. 2. Ausgabe, Iserlohn: Bädeker, 1874
- Wesen und Aufgabe des modernen Staates. Vortrag, gehalten in der Hauptversammlung des Deutschen Vereins zu Essen am 21. Februar 1875. Essen: Haarfeld, 1875
- Referat zur Beratung gemeinsamen Maßnahmen zur Bekämpfung sozialistischer Bestrebungen. Düsseldorf: Verlag P. Ritter, 1878
- Referat betr. die Einführung eines Eingangszolles auf Kohlen. Essen: Verlag für bergbauliche Interessen, 1879
- Der Niederrheinisch-Westfälischen Staukohlenbergbau. Essen: Haarfeld, 1880
- Welche Anforderungen stellt die Volkswirtschaft an die Einrichtung unserer höheren Schulen? In: Stahl und Eisen. 1888, Nr. 6
- Der Ausstand der Bergarbeiter im niederrheinisch-westfälischen Industriebezirk. Essen: Bädeker, 1889